# Oliver Edgcumbe
Oliver Pearce Edgcumbe CBE CB MC (* 16. Mai 1892; † 11. Dezember 1956) war ein britischer General.
Oliver Edgcumbe war ein Sohn von Sir Robert Edgcumbe und dessen Frau Frances Foley. Er besuchte das Winchester College und anschließend die Royal Military Academy Sandhurst. Als Offizier der British Army begann Edgcumbe seine Karriere 1911 bei der Duke of Cornwalls Light Infantry, mit der am Ersten Weltkrieg teilnahm. 1920 wechselte er zu den Royal Signals. Von 1927 bis 1928 besuchte er das Staff College Camberley. Während des Zweiten Weltkriegs diente er von 1941 bis 1942 als Director of Organisation im War Office. Ab 1944 bis 1947 war er Leiter der britischen SZEB-Kommission und damit Mitglied der Alliierte Kontrollkommission für Ungarn. In dieser Funktion musste er die Vertreibung der Ungarndeutschen akzeptieren, nachdem die britische Regierung der als Umsiedlung bezeichneten Maßnahme zugestimmt hatte. Die Auslieferung deutscher Kriegsverbrecher durch die Alliierten an Ungarn lehnte er dagegen ab, da er befürchtete, dass Ungarn damit von seiner Rolle im Zweiten Weltkrieg ablenken wolle. 1947 nahm er als Generalmajor seinen Abschied und zog sich nach Radnor Cliff in Folkestone zurück. 
Für seine Dienste erhielt Edgcumbe mehrere Auszeichnungen. Während des Ersten Weltkriegs erhielt er 1915 das Military Cross. 1942 erhielt er den Orden Commander of the British Empire und 1948 wurde er als Companion of the Order of the Bath ausgezeichnet. 1945 erhielt er von den USA den Orden Commander of the Legion of Merit.
Edgcumbe hatte 1935 Iris Cox, eine Tochter von William Pallet Cox geheiratet.